# Вінчестер (округ Вілас, Вісконсин)
Вінчестер (англ. Winchester) — місто (англ. town) в США, в окрузі Вілас штату Вісконсин. Населення — 528 осіб (2020).

## Демографія
Згідно з переписом 2010 року, у місті мешкали 383 особи в 190 домогосподарствах у складі 124 родин. Було 865 помешкань
Расовий склад населення:
| - 97,9 % — білих - 0,5 % — азіатів - 0,3 % — корінних американців - 0,3 % — чорних або афроамериканців |

До двох чи більше рас належало 1,0 %. Частка іспаномовних становила 0,8 % від усіх жителів.
За віковим діапазоном населення розподілялося таким чином: 11,5 % — особи молодші 18 років, 51,7 % — особи у віці 18—64 років, 36,8 % — особи у віці 65 років та старші. Медіана віку мешканця становила 59,9 року. На 100 осіб жіночої статі у місті припадало 94,4 чоловіків;  на 100 жінок у віці від 18 років та старших — 98,2 чоловіків також старших 18 років.
Середній дохід на одне домашнє господарство  становив 63 957 доларів США (медіана — 52 143), а середній дохід на одну сім'ю — 71 320 доларів (медіана — 57 375). Медіана доходів становила 45 250 доларів для чоловіків та 26 250 доларів для жінок. За межею бідності перебувало 12,1 % осіб, у тому числі 46,2 % дітей у віці до 18 років та 4,9 % осіб у віці 65 років та старших.
Цивільне працевлаштоване населення становило 112 осіб. Основні галузі зайнятості: роздрібна торгівля — 15,2 %, будівництво — 14,3 %, мистецтво, розваги та відпочинок — 13,4 %.